# العلاقات الآيسلندية الإكوادورية
العلاقات الآيسلندية الإكوادورية هي العلاقات الثنائية التي تجمع بين آيسلندا والإكوادور.

## مقارنة بين البلدين
هذه مقارنة عامة ومرجعية للدولتين:
| وجه المقارنة                                              | آيسلندا          | الإكوادور                      |
| --------------------------------------------------------- | ---------------- | ------------------------------ |
| المساحة (كم2)                                             | 103.00 ألف       | 283.56 ألف                     |
| عدد السكان (نسمة)                                         | 317.35 ألف       | 16.62 مليون                    |
| الكثافة السكانية (ن./كم²)                                 | 3.08             | 58.61                          |
| العاصمة                                                   | ريكيافيك         | كيتو                           |
| اللغة الرسمية                                             | اللغة الآيسلندية | اللغة الإسبانية، كيشوا ‏، شوار ‏ |
| العملة                                                    | كرونة آيسلندية   | دولار أمريكي، سوكري إكوادوري   |
| الناتج المحلي الإجمالي (بليون دولار)                      | 23.91 مليار      | 103.06 مليار                   |
| الناتج المحلي الإجمالي (تعادل القوة الشرائية) بليون دولار | 15.79 مليار      | 185.24 مليار                   |
| الناتج المحلي الإجمالي الاسمي للفرد دولار أمريكي          | 50.17 ألف        | 6.21 ألف                       |
| الناتج المحلي الإجمالي للفرد دولار أمريكي                 | 46.55 ألف        | 11.37 ألف                      |
| مؤشر التنمية البشرية                                      | 0.899            | 0.746                          |
| رمز المكالمات الدولي                                      | +354             | +593                           |
| رمز الإنترنت                                              | .is              | .ec                            |
| المنطقة الزمنية                                           | 00، أوروبا/لندن ‏ | 00                             |

## منظمات دولية مشتركة
يشترك البلدان في عضوية مجموعة من المنظمات الدولية، منها:
| علم المنظمة | اسم المنظمة                        | تاريخ انضمام آيسلندا | تاريخ انضمام الإكوادور |
| ----------- | ---------------------------------- | -------------------- | ---------------------- |
|             | مؤسسة التنمية الدولية              | 19 مايو 1961         | 7 نوفمبر 1961          |
|             | يونسكو                             | 8 يونيو 1964         | 22 يناير 1947          |
|             | وكالة ضمان الاستثمار متعدد الأطراف | 25 سبتمبر 1998       | 12 أبريل 1988          |
|             | الأمم المتحدة                      | 19 نوفمبر 1946       | 21 ديسمبر 1945         |
|             | الفريق المعني برصد الأرض           | ?                    | ?                      |
|             | الاتحاد البريدي العالمي            | ?                    | ?                      |
|             | البنك الدولي للإنشاء والتعمير      | 27 ديسمبر 1945       | 28 ديسمبر 1945         |
|             | المنظمة الهيدروغرافية الدولية      | ?                    | ?                      |
|             | الاتحاد الدولي للاتصالات           | 1 أكتوبر 1906        | 17 أبريل 1920          |
|             | منظمة حظر الأسلحة الكيميائية       | ?                    | ?                      |
|             | مؤسسة التمويل الدولية              | 20 يوليو 1956        | 20 يوليو 1956          |
|             | منظمة التجارة العالمية             | ?                    | ?                      |
|             | منظمة الشرطة الجنائية الدولية      | ?                    | ?                      |

## وصلات خارجية
- موقع وزارة الخارجية الآيسلندية
- موقع وزارة الخارجية الإكوادورية